# 최서희
최서희(1974년, 본명: 김미경)은 대한민국의 가수이다.

## 학력
- 1993년 ~ 1997년 목원대학교 음악교육학과 (졸업)

## 음반
| 연도       | 제목                              |
| ---------- | --------------------------------- |
| 2006.4.27  | 청계천 첫사랑                     |
| 2008.1.11  | 사랑의 향기 / 다시 한 번 생각해요 |
| 2012.8.17  | 꿈속 자기 / 깊은 사랑             |
| 2013.10.24 | 돌이킨 사랑                       |
| 2015.4.15  | 치맛자락                          |
| 2021.4.29  | 여백                              |
| 2021.4.29  | 슬퍼하지마                        |

## 수상
- 2014년 MBC가요베스트 대제전 신인가수상
- 2015년 MBC가요베스트 대제전 인기가수상